# Ciclismo nos Jogos Pan-Americanos de 2019 - Keirin feminino
A competição do keirin feminino foi um dos eventos do ciclismo nos Jogos Pan-Americanos de 2019, em Lima. Foi disputada no Velódromo de la Villa Deportiva Nacional em 2 de agosto.

## Calendário
Horário local (UTC-5).
| Data        | Horário | Fase          |
| ----------- | ------- | ------------- |
| 2 de agosto | 11:24   | Primeira fase |
| 2 de agosto | 12:15   | Repescagem    |
| 2 de agosto | 19:23   | Final         |

## Medalhistas
| Ouro   | COL Martha Bayona      |
| Prata  | CUB Lisandra Rodríguez |
| Bronze | MEX Yuli Osuna         |

## Resultados

### Primeira fase

#### Bateria 1
| Colocação | Ciclista           | Nacionalidade | Notas |
| --------- | ------------------ | ------------- | ----- |
| 1         | Kelsie Mitchell    | CAN Canadá    | Q     |
| 2         | Joanne Hacohen     | GUA Guatemala | Q     |
| 3         | Lisandra Rodríguez | CUB Cuba      | R     |
| 4         | Natalia Vera       | ARG Argentina | R     |
| 5         | Micaela Ricaldez   | BOL Bolívia   | R     |

#### Bateria 2
| Colocação | Ciclista          | Nacionalidade | Notas |
| --------- | ----------------- | ------------- | ----- |
| 1         | Martha Pineda     | COL Colômbia  | Q     |
| 2         | Yuly Osuna        | MEX México    | Q     |
| 3         | Dahlia Palmer     | JAM Jamaica   | R     |
| 4         | Anany Ramos       | CHI Chile     | R     |
| 5         | Katheryne Sevilla | ECU Equador   | R     |
| 6         | Estephany Vilchez | PER Peru      | R     |

#### Repescagem
| Colocação | Ciclista           | Nacionalidade | Notas |
| --------- | ------------------ | ------------- | ----- |
| 1         | Lisandra Rodríguez | CUB Cuba      | Q     |
| 2         | Natalia Vera       | ARG Argentina | Q     |
| 3         | Dahlia Palmer      | JAM Jamaica   | B     |
| 4         | Anany Ramos        | CHI Chile     | B     |
| 5         | Katheryne Sevilla  | ECU Equador   | B     |
| 6         | Estephany Vilchez  | PER Peru      | B     |
| 7         | Micaela Ricaldez   | BOL Bolívia   | B     |

### Final

#### Disputa 7–12 lugar
| Colocação | Ciclista          | Nacionalidade | Notas |
| --------- | ----------------- | ------------- | ----- |
| 7         | Dahlia Palmer     | JAM Jamaica   |       |
| 8         | Anany Ramos       | CHI Chile     |       |
| 9         | Estephany Vilchez | PER Peru      |       |
| 10        | Micaela Ricaldez  | BOL Bolívia   |       |
| 11        | Katheryne Sevilla | ECU Equador   |       |

#### Disputa 1–6 lugar
| Colocação         | Ciclista           | Nacionalidade | Notas |
| ----------------- | ------------------ | ------------- | ----- |
| Medalha de ouro   | Martha Pineda      | COL Colômbia  |       |
| Medalha de prata  | Lisandra Rodríguez | CUB Cuba      |       |
| Medalha de bronze | Yuly Osuna         | MEX México    |       |
| 4                 | Joanne Hacohen     | GUA Guatemala |       |
| 5                 | Kelsie Mitchell    | CAN Canadá    |       |
| 6                 | Natalia Vera       | ARG Argentina |       |

Legenda
| Recorde mundial                  | Recorde mundial (World record)               |                       | Recorde africano                      | Recorde africano (African) |                                           | Q | Classificado por posição (Qualified) |
| Recorde dos Jogos Pan-Americanos | Recorde pan-americano (Pan-American record)  | Recorde da América    | Recorde da América (Americas)         | q                          | Classificado por melhor tempo (Qualified) |   |                                      |
| Melhor marca do ano              | Melhor marca do ano (World leading)          | Recorde asiático      | Recorde asiático (Asian)              | DNS                        | Não largou (Did not start)                |   |                                      |
| Recorde nacional                 | Recorde nacional (National record)           | Recorde europeu       | Recorde europeu (European)            | DNF                        | Não terminou (Did not finish)             |   |                                      |
| Recorde pessoal                  | Recorde pessoal do atleta (Personal best)    | Recorde da Oceania    | Recorde da Oceania (Oceania)          | DSQ / DQ                   | Desclassificado (Disqualified)            |   |                                      |
| Recorde da temporada             | Recorde da temporada do atleta (Season best) | Recorde sul-americano | Recorde sul-americano (South America) | NM                         | Sem marca (No mark)                       |   |                                      |